# Ейно Каліма
Ейно Армас Каліма (фін. Eino Armas Kalima; 19 квітня 1882, Сяамінкі (нині частина міста Савонлінна), Велике князівство Фінляндське — 14 лютого 1972, Гельсінкі, Фінляндія) — фінський режисер, керівник Фінського національного театру.

## Біографія
Народився 19 квітня 1882 року в Сяамінкі, у Великому князівстві Фінляндському в родині Хуго Ландрі (швед. Hugo Landgren), згодом змінив своє прізвище на Каліма. Його брат — Яло Каліма став відомим лінгвістом,.
З 1904 по 1907 роки Ейно навчався в Москві, а з 1908 по 1909 роки — в Санкт-Петербурзі, у зв'язку з чим добре знав російський театр та драматичну літературу. Після навчання працював деякий час в області літератури і театральної критики. Революція завадила йому продовжити свою діяльність в Росії.
Зі здобуттям Фінляндією незалежності, з 1917 по 1950 роки Ейно очолював як директор Фінський національний театр. Особливу популярність здобули художні переклади і постановки Каліма, особливо «Вишневий сад» (1960) і «Дядя Ваня» (1960) Антона Чехова. Крім того, Каліма відомий своїм оригінальним перекладом «Анни Кареніної» Льва Толстого.

## Пам'ять
Іменем Ейно Каліма названа фінська театральна премія — Eino Kalima-palkinto, що вручається за рішенням спеціального журі кожні три роки театральним критикам та іншим діячам театрального мистецтва Фінляндії.